# L'Art de la fugue
Pour le film, voir L'Art de la fugue (film).
L'Art de la fugue (en allemand : Die Kunst der Fuge) est une œuvre inachevée de Jean-Sébastien Bach (BWV 1080). Bach a commencé sa composition aux alentours de 1740 ou 1742, et l'a mise au propre vers 1745. Cette première version contient 12 fugues et 2 canons. Il a poursuivi le travail jusqu'à sa mort, en 1750. La seconde version, publiée après la mort de Bach en 1751, contient 14 fugues et 4 canons, mais elle comporte des erreurs et des incertitudes dans l'ordre des contrepoints. La gravure n'étant pas terminée à la mort de Bach, l'édition a été supervisée et achevée par son fils Carl Philipp Emanuel Bach. Les éditeurs y ont ajouté le choral « Vor deinen Thron tret ich hiermit » (BWV 668), bien que celui-ci n'ait pas de lien thématique apparent avec le reste de l'œuvre.
L’Art de la fugue est souvent joué au clavier (orgue, clavecin, piano) et il est couramment admis que l’œuvre fut composée pour le clavier. Ce point a été contesté surtout entre 1930 et 1970 et le reste parfois encore, Bach n'ayant pas spécifié d'instrumentation pour cette musique.
Considéré depuis longtemps comme l'œuvre ultime de Bach (bien que ce point de vue ait été remis en cause), L'Art de la fugue représente l'apogée de son style d'écriture, le sommet du style contrapuntique et l'une des plus grandes prouesses de la musique occidentale.
L'Art de la fugue a inspiré ou émerveillé bon nombre de compositeurs qui l'ont redécouverte, parmi lesquels Mozart, Beethoven et Alban Berg (voir infra). La référence à l'écriture contrapuntique de Bach se retrouve dans plusieurs de leurs œuvres : la Neuvième Symphonie de Beethoven, la Symphonie Jupiter ou La Flûte enchantée de Mozart.
L'œuvre a parfois été considérée comme un exercice intellectuel sur le contrepoint que Bach ne destinait pas à être joué. Si faire entendre l'ensemble (une bonne heure de contrepoint en ré mineur) ne faisait peut-être pas partie des intentions de l'auteur, les contrepoints, pris individuellement, ne se distinguent pas du reste de la production du Cantor ; or celle-ci a toujours été destinée à être pratiquée. De plus, les nombreux concerts, éditions et enregistrements consacrés à L'Art de la Fugue ont manifesté sa profonde appartenance au répertoire, plutôt qu'à la bibliothèque.
L’œuvre semble inachevée. En effet, le manuscrit du contrepoint XIX s'arrête au milieu de la mesure 239, mais la question de son appartenance au recueil est toujours controversée. De plus, de nombreux musicologues, en effectuant une analyse systématique du recueil, ont supputé que Bach avait l'intention d'écrire d'autres contrepoints, pour des raisons de symétrie ou de complétude.
L'Art de la Fugue fait encore l'objet de nombreux débats au sein de la communauté musicale et musicologique. Les arguments invoqués sont souvent, aujourd'hui, d'ordre spéculatif ou philosophique.

## Les sources
Les sources principales sont :
- le manuscrit P200 (conservé à la Staatsbibliothek zu Berlin – Preußischer Kulturbesitz) ;
- trois pages autographes, numérotées 26 à 28, portant le canon in motu contrario ;
- quatre pages autographes portant une version à deux claviers de la deuxième fugue miroir (rectus et inversus) ;
- cinq pages autographes portant la fugue inachevée sur deux portées. Elles dateraient de la période 1748 - octobre 1749[2]. La dernière page comporte la fameuse annotation manuscrite (de C. P. E. Bach ?) selon laquelle la mort de l'auteur a interrompu le manuscrit, une note autographe (ou de Johann Friedrich Agricola) « und einen andern Grund Plan » (« et une autre structure »), et une liste d'erreurs d'impression au verso de la quatrième page, portant sur les contrepoints VIII à XI, sans doute de la main de C. P. E. Bach ;
- et divers tirages de la première édition de 1751[2], datant sans doute de 1752 à 1753[3].

### Manuscrit P200
Le manuscrit P200 est un autographe. Il est composé d'un corpus principal de 14 pièces (douze fugues et deux canons), portant le titre Die Kunst der Fuge / von J.S. Bach (de la main de son gendre Johann Christoph Altnikol). Il s'agit d'une mise au propre, non pas d'un brouillon ou d'esquisses. Outre ce corpus principal, le manuscrit P200 contient un supplément constitué de pièces nouvelles ou révisées, d'une calligraphie beaucoup moins soignée, ainsi qu'une copie au net de l'un des canons.
Une première édition en fac-similé fut publiée en 1979, sous la direction de Hans Gunter Hoke. Les feuillets ont pu être datés de 1740-1742 (pour les contrepoints I à VIII), et jusque 1746 pour les suivants.

### Édition originale de 1751
En 1756, seuls 36 exemplaires avaient été vendus. Le 14 septembre de la même année, C. P. E. Bach a fait paraître une petite annonce pour qu'un éditeur lui rachète les plaques de cuivre et assure une plus ample diffusion de l’œuvre.

### Éditions ultérieures
La première réédition connue (en partition, c'est-à-dire en voix séparées, conformément à l'original) est due à Vogt, Paris, 1801. Elle fut immédiatement suivie par une édition en partition et réduction pour clavier, par Nägeli (Zurich) en 1802.
L'éditeur C. F. Peters a fait paraître, en 1838 à Leipzig, une édition sur deux portées révisée par Carl Czerny, qui est sans doute la plus ancienne des éditions encore disponibles aujourd'hui (facsimilés exceptés), et la première édition pratique pour clavier : cette édition était à l'origine pourvue de doigtés, de tempi et d'indications de phrasé. Une notice de l'éditeur précisait que l’Art de la Fugue avait cessé d'être disponible depuis plusieurs années dans le commerce. Cette édition a été réimprimée de nombreuses fois, pour atteindre 2 700 exemplaires en 1874, et environ 20 300 exemplaires en 1927. Elle est toujours disponible, sous la référence EP218.

## L'œuvre

### Composition du recueil
Composé d'une vingtaine de pièces (appelées contrepoints ou contrapuncti), cet ensemble tire son unité du sujet principal du premier contrepoint (contrapunctus 1), sujet qui sert de base à l'ensemble des pièces.
| BWV       | Autographe P200 | Édition de 1751-1752                                      | Modifications |
| --------- | --- | --------------------------------------------------------- | --- |
| 1080/1    | 1 - (fugue simple) | Contrapunctus I                                           | complétée |
| 1080/2    | 3 - (fugue simple) | Contrapunctus II                                          | complétée : finissait sur la dominante (sans doute en vue de l'enchaînement avec le contrepoint 4/V) ; rythme pointé ajouté après coup sur P200 |
| 1080/3    | 2 - (fugue simple) | Contrapunctus III                                         | |
| 1080/4    | | Contrapunctus IV                                          | |
| 1080/5    | 4 - (fugue strette) | Contrapunctus V                                           | |
| 1080/6    | | Contrapunctus VI, a 4 in stilo francese                   | |
| 1080/7    | 8 - (fugue strette) | Contrapunctus VII, a 4 per augmentationem et diminutionem | |
| 1080/8    | 10 - (fugue triple) | Contrapunctus VIII, a 3                                   | |
| 1080/9    | 5 - (fugue double) | Contrapunctus IX, a 4 alla Duodecima                      | |
| 1080/10   | | Contrapunctus X, a 4 alla Decima                          | |
| 1080/11   | 11 - (fugue triple) | Contrapunctus XI, a 4                                     | |
| 1080/12,2 | 13 - (fugue miroir à 4 rectus/inversus) | Contrapunctus XII inversus, a 4                           | |
| 1080/12,1 | 13 - (fugue miroir à 4 rectus/inversus) | Contrapunctus XII rectus, a 4                             | |
| 1080/13,2 | 14 - (fugue miroir à 3) rectus / inversus | Contrapunctus XIII rectus, a 3                            | |
| 1080/13,1 | 14 - (fugue miroir à 3) rectus / inversus | Contrapunctus XIII inversus, a 3                          | |
| 1080/10a  | 6 - (fugue strette) | Contrap : a 4                                             | |
| 1080/14   | 12 - Canon in hypodiatessaron, al rovescio et per augmentationem (résolu) Canon in hypodiatessaron, al rovescio et per augmentationem, perpetuus (énigme) 15 - Canon al rovescio et per augmentationem [version révisée] | Canon per augmentationem in contrario motu                | reprend la version révisée de P200 |
| 1080/15   | 9 - Canon in hypodiapason (énigme) Canon in hypodiapason (résolu) | Canon alla ottava                                         | |
| 1080/16   | | Canon alla decima in contrapunto alla terza               | |
| 1080/17   | | Canon alla duodecima in contrapunto alla quinta           | |
| 1080/18,1 | | Fuga a 2 clav.                                            | |
| 1080/18,2 | | Alio modo fuga a 2 clav.                                  | |
| 1080/19   | | Fuga a tre soggetti                                       | |

### Thème principal
Sujet du premier contrepoint, qui sert de matériau de base à toute l'œuvre :
Ce sujet est aisément reconnaissable, car il présente à son début un arpège de l'accord de ré mineur, et poursuit par la sensible (do ). Des commentateurs[réf. nécessaire] ont rapproché ce thème de celui de la fugue pour orgue en sol mineur (la « petite », BWV 578), et son renversement du choral « Aus tiefer Not ».
Tous les contrepoints suivants sont écrits dans la tonalité de ré mineur, avec parfois des modulations très lointaines (voir en particulier le contrepoint IV et, s'il fait partie de l’œuvre, le contrepoint XIX). Ils proposent soit un développement sur le même sujet, soit un développement sur une variation de ce sujet. Cette œuvre de Jean-Sébastien Bach témoigne de toutes les possibilités techniques et musicales qu'offre la fugue : fugues à trois et quatre voix, en augmentation, diminution, en miroir, à plusieurs sujets, strettes...
Contrepoint no 2 : sujet
Contrepoint no 3 : sujet

### Contrepoints: détails
Contenu de L'Art de la fugue :
- Contrepoint 01 : Fugue simple
- Contrepoint 02 : Fugue simple
- Contrepoint 03 : Fugue simple
- Contrepoint 04 : Fugue simple
- Contrepoint 05 : Fugue simple
- Contrepoint 06 : Fugue en diminution (en style français)

- Contrepoint 07 : Fugue en augmentation et diminution

- Contrepoint 08 : Fugue à trois voix
- Contrepoint 09 : Fugue à la douzième
- Contrepoint 10 : Fugue à la dixième
- Contrepoint 11 : Fugue à quatre voix
- Contrepoint 12 : Fugue à quatre voix (à l'endroit et à l'envers)
- Contrepoint 13 : Fugue à quatre voix (à l'endroit et à l'envers)
- Contrepoint 14 : Canon
- Contrepoint 15 : Canon
- Contrepoint 16 : Fugues en miroir
- Contrepoint 17 : Fugues en miroir
- Contrepoint 18 : Fugues en miroir
- Contrepoint 19 : Fugue avec trois sujets

NB. Cette liste est présentée ici comme une synthèse : les enregistrements, partitions et les nombreux livres sur le sujet ne présentent pas la même unité (dans l'ordre des pièces et dans leur contenu), cela est probablement dû au fait que la partition fut publiée à titre posthume, par un de ses fils, dans un désordre structurel, sans nom et sans date.

### Une œuvre inachevée?

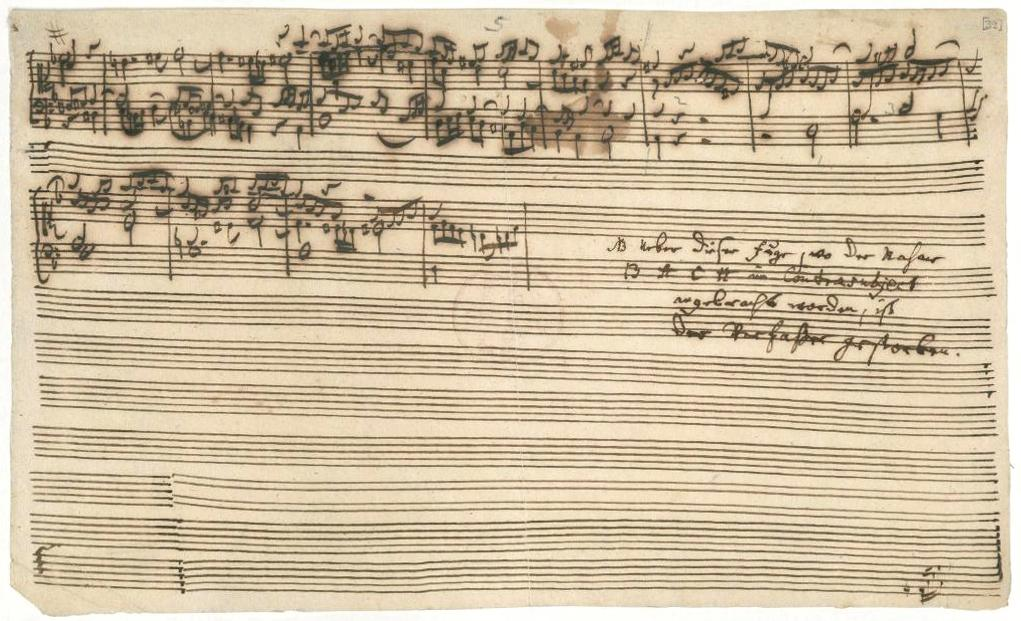
Manuscrit de la fugue inachevée

Cette œuvre est dite « inachevée », en particulier parce que le contrepoint XIX nous est parvenu sous une forme fragmentaire. Le manuscrit autographe s'interrompt sur la phrase suivante, de la main de son fils Carl Philipp Emanuel : « Sur cette fugue où le nom de BACH est utilisé en contre-sujet, est mort l'auteur ». Ce témoignage est douteux, dans la mesure où l'écriture bien affirmée ne semble révéler aucun des problèmes de santé dont Bach aurait souffert sur la fin de ses jours (cataracte et, probablement, paralysie partielle de la main).
Bien qu'il suscite plusieurs interrogations, ce contrepoint est fréquemment suivi, dans les enregistrements, par le choral Vor deinen Thron tret' ich hiermit (« Seigneur, me voici devant ton trône ») (BWV 668), comme dans l'édition originale.
Mais l'inachèvement, bien qu'apparent, n'est pas certain. La date de composition est très certainement aux alentours de 1740-1742, d'après une analyse graphologique et des filigranes sur le papier. Bach a donc très certainement terminé L'Art de la fugue bien avant sa mort. La note écrite par Carl Philipp Emanuel Bach, disant que son père était mort en écrivant la fugue inachevée, suscite également le doute. Une théorie récente disant que Bach aurait abandonné, ou du moins interrompu, son écriture plusieurs mois avant sa mort a également vu le jour, ce qui laisse s'interroger sur les raisons de son interruption.
En 2006, l'organiste et chef d'orchestre néo-zélandais Indra Hughes a publié une thèse de musicologie postulant que Bach aurait volontairement interrompu l'écriture du contrepoint inachevé pour livrer une sorte de rébus musical (à la manière des canons de l'offrande musicale).
Une autre théorie avance que le contrepoint XIX aurait été achevé, mais que le manuscrit complet a été perdu. Cette théorie est fondée sur les différences importantes entre le premier manuscrit de Bach (terminé vers 1742) et l'édition publiée en 1751. Par exemple, la première version imprimée contient des fugues ajoutées après 1742 (Contrapuncti IV et XIV) desquelles il n'existe pas de trace dans les manuscrits originaux. Bach aurait peut-être préparé un manuscrit définitif avant de publier L'Art de la fugue à la fin des années 1740.
Le claveciniste, organiste et chef d'orchestre hollandais Gustav Leonhardt affirme que la fugue inachevée serait « un appendice » sans rapport avec le cycle de L'Art de la fugue ; ce pourrait être aussi le début d'un nouveau cycle. Néanmoins, au moment de l'édition française de son essai, Leonhardt n'a pas souhaité que cette partie d'argumentation soit incluse dans son ouvrage.

### La question du Contrepoint XIX
Le sujet principal de l'œuvre est absent de cette dernière fugue telle qu’elle nous est parvenue. Elle est construite sur trois sujets, le troisième étant B.A.C.H. (si , la, do, si ).
Quant à l'appartenance du Contrepoint XIX à l’œuvre, les esprits sont divisés. Le titre fuga a tre soggetti n'est pas de la main de Bach. Les trois sujets ne ressemblent pas au sujet original de L'Art de la fugue. Les argumentaires vont dans les sens suivants :
- 1 - Les trois thèmes sont étrangers et l’œuvre est donc étrangère à L'Art de la fugue (p.ex. Gustav Leonhardt (op. cit., 1952)).
- 2 - Le premier thème est apparenté au thème principal de L'Art de la fugue (en le torturant un peu…), et le Cp XIX, tel quel, fait partie de l’œuvre. Le troisième thème (B.A.C.H.) la signe, en quelque sorte. De plus, le fragment de fugue est tellement long que l'introduction du thème principal comme quatrième thème est difficilement concevable. Cette thèse est implicitement endossée par les nombreux interprètes qui incluent ce contrepoint, « tel quel », dans leurs récitals ou enregistrements.
- 2 bis - variante : Bach aurait laissé intentionnellement la dernière fugue inachevée, telle une énigme musicale — soit pour inviter d'autres compositeurs à deviner ses intentions musicales, soit pour qu'ils trouvent eux-mêmes leur solution[9].
- 3 - Le thème principal peut se combiner aux trois autres. La fuga a tre soggetti est en fait une fuga a quattro soggetti et couronne l’œuvre avec du jamais vu.

La deuxième thèse a été exposée, entre autres, par Marcel Bitsch (cf. bibliographie). Il considère (p.10) que le premier thème constitue une variante du thème principal : "On peut donc dire que [le premier thème du Cp XIX] est le schème mélodique-harmonique du grand thème A. Si cette analyse est exacte, on aurait ici un magnifique exemple de la variation simplificatrice [...] dont V. D'Indy attribue la paternité à Beethoven". Bitsch relève en outre des parentés thématiques entre le Cp XIX et d'autres contrepoints (p.29, note 1) :
- La tête du deuxième thème du Cp XIX apparaît à la basse, Cp IX, mesure 22 ;
- Les premières notes du troisième thème (BACH) apparaissent au ténor du Cp XI, mesure 91.

La troisième thèse a été exposée en 1880 par Gustav Nottebohm, qui montra que les quatre thèmes pouvaient être combinés, ainsi que leurs renversements. Cette thèse demeure encore plus controversée que celle de l'instrumentation : pour ses partisans, la combinaison des quatre thèmes ne peut être le fruit du hasard. Pour ses détracteurs, elle présente quelques petites maladresses harmoniques et suppose quelques menus aménagements rythmiques. De plus, le premier et le quatrième thème, s'ils ne sont pas dérivés l'un de l'autre, sont très similaires (tonique, dominante...). Or Bach, dans sa maturité, ne commettait pas de telles maladresses.
Mais force est de constater que « cela marche ». Kolneder (de), en 1977, avait recensé 20 versions du Cp XIX "terminé", auxquelles d'autres sont venues s'ajouter depuis (Moroney, Göncz...). Plusieurs interprètes ont réalisé, voire enregistré, des conclusions avec le quatrième thème, parmi lesquels Donald Tovey (au piano, 1935), Helmut Walcha ou Lionel Rogg (à l'orgue) et Davitt Moroney (au clavecin).
Des essais de conclusion du Cp XIX n'utilisant que les trois thèmes de l'autographe ont également été proposés par :
- Alexandre-Pierre-François Boëly, en 1833, pour piano, ms. coll. part., fac-similé publié par Zurfluh en 2000 avec une introduction et un appareil critique de Georges Guillard.
- Ishizaka Kimiko, en 2017, conclusion figurant dans son enregistrement au piano.

### Relation avec les chorals luthériens
Alors que la plupart des auteurs considèrent que le choral BWV 668 est étranger à l’œuvre, Wolfgang Eckle soupçonne plusieurs relations entre les mélodies de chorals et l'Art de la Fugue. Plus particulièrement, il met en évidence :
- la parenté du thème principal avec le choral "Wie schön leuchtet der Morgenstern" ;
- la probable parenté du second thème du contrepoint inachevé avec "An Wasserflüssen Babylon" ;
- une parenté thématique de la 3e partie dudit contrepoint avec le Kyrie de la messe en si ;
- il en déduit que le choral BWV 668 n'est pas forcément étranger à l’œuvre.

## Instrumentation
La question de l'instrumentation de l'Art de la Fugue fut très controversée entre la fin du XIXe siècle et les années quatre-vingt ; le consensus actuel (œuvre écrite pour le clavier) rejoint en revanche celui du début du XIXe siècle (œuvre écrite pour, ou interprétable au clavier).
L'exposé ci-dessous est historique (l'examen systématique de chaque contrepoint reste à faire). À la lumière des recherches historiques et systématiques et de la pratique instrumentale, des réponses ont pu être apportées, qui ne sont pas autant de certitudes — on ne peut même pas affirmer définitivement que le recueil, finalement assez hétérogène, soit destiné à une seule instrumentation, ni même un seul type d'instrument à clavier : certains interprètes du Clavier bien tempéré (Daniel Chorzempa) ont pu alterner entre orgue, clavecin et clavicorde dans un même enregistrement, afin d'allouer à chaque prélude et fugue l'instrument qui correspond le mieux à son écriture ; de même pour l'Art de la Fugue, Pieter-Jan Belder a enregistré une version mêlant clavecin et clavicorde.

### Une œuvre généralement destinée au clavier
Selon Peter Schleuning en 1993, « la question de l'instrumentation « authentique » de l’Art de la Fugue a été tranchée depuis quelque temps déjà, avec des arguments aussi bien historiques que systématiques : cette œuvre est destinée au clavier, et d'après les recherches les plus récentes, pas nécessairement au clavecin, mais au fortepiano. Il est même possible de reconnaître dans l’Art de la Fugue le premier exemple significatif d'un style authentiquement « fortepianistique » (Eva Badura-Skoda, 1991) »,.
Auparavant en 1967, Marcel Bitsch émettait la même opinion : « Quant à la question si longtemps débattue de l'exécution instrumentale, c'est là une question qui semble aujourd'hui résolue. Donald Francis Tovey a montré de façon définitive que Bach pensait certainement au clavier en écrivant son œuvre » et renvoyait à l'édition de 1944 par Oxford University Press.
La notation en parties indépendantes ne préjuge pas de la destination, ni de la non-destination instrumentale. L'analyse des divers contrepoints [à venir] peut donner des conclusions plus nuancées que la thèse de Schleuning. De plus, Kolneder fait remarquer que François Roberday, par exemple, indiquait déjà en 1660 que ses fugues & caprices, également publiés en parties séparées, pouvaient se prêter à d'autres instrumentations telles que le consort de violes.
Plus précisément, François Roberday écrit dans l’Advertissement de son ouvrage : « [...] il y a encore cet avantage que si on veut jouer ces pièces de musique sur des violes ou autres semblables instruments, chacun y trouvera sa partie détachée des autres ; tellement que la seule difficulté, que l'on pourrait opposer, est que ces fugues & caprices étant faits principalement pour l'orgue, il est bien plus difficile de les jouer sur la partition que si elles étaient écrites en la tablature ordinaire ».
La tradition associe clairement l’Art de la Fugue au clavier, et ce, jusqu'au milieu du XIXe siècle : par exemple, le fait que Jakob Adlung ait classé cette œuvre parmi les œuvres de clavier au XVIIIe siècle, que Rellstab (à Berlin, 1790) en ait proposé une édition pratique sur deux portées pour l'exécution à l'orgue ou au piano, que Beethoven ait possédé deux versions de l’œuvre dont une réduction sur deux portées, que la princesse Amélie (sœur de Frédéric II) en ait possédé une réduction actuellement conservée à Tübingen, avec de visibles traces de « tournes », et que Hans Georg Nägeli (Zürich, 1802) puis Carl Czerny (pour Peters, 1838) en aient réalisé une édition pour piano sur deux portées au XIXe. La terminaison proposée en 1833 par Boëly à la Fuga a tre soggetti vient elle aussi clore une réduction sur deux portées, évidemment destinée au piano et restée manuscrite.
L'édition de Carl Czerny faisait partie d'une édition des œuvres pour clavier de J.S. Bach. En ce qui concerne l'Art de la Fugue, Robert Schumann regrette, en 1839, que les deux fugues pour deux exécutants aient été imprimées à part, dans un recueil pour œuvres à plusieurs claviers. Ses autres commentaires concernent les artifices du contrepoint et le caractère émouvant de la fugue inachevée, mais n'abordent pas la question de la destination instrumentale.
Ce consensus apparent sur la destination du recueil au clavier s'est rompu à la fin du XIXe siècle (cf. infra, "musique abstraite"). Depuis, les réactions les plus significatives en faveur du clavier furent les suivantes :
Heinrich Rietsch (de), lors d'un congrès à Vienne en 1927, indique que cette œuvre n'est pas seulement compatible avec le clavier, mais faite pour le clavier. Après avoir traité des particularités des fugues miroir (pour deux claviers ou à quatre mains), il conclut : « Toutefois, la réflexion suivante est déterminante : peut-on sérieusement croire que Bach aurait, sans prise en considération du clavier, écrit les onze autres fugues de telle manière qu'elles s'inscrivent exactement dans les limites de la technique manuelle, à une seule petite exception près que l'on rencontre d'ailleurs dans une des fugues du clavier bien tempéré ? »
Gustav Leonhardt, dans son opuscule de 1952, renforce cet argument en montrant de manière détaillée et illustrée que l'écriture même de l’œuvre tient compte de la pratique de l'exécution au clavier, et plus précisément au clavecin : de nombreux détails d'écriture ne peuvent selon lui s'expliquer autrement. Par exemple, en page 14 de son ouvrage, il cite huit exemples où la blanche finale du thème principal est raccourcie en noire, ce raccourcissement n'ayant d'autre fonction que d'aider la poursuite du jeu dans d'autres voix. Cet argument particulier n'a été réfuté par aucun contradicteur, et a été ignoré, même par les plus systématiques d'entre eux, comme Jacques Chailley. Inversement, aucune des autres thèses n'explique cette particularité d'écriture[réf. nécessaire]. Leonhardt, après avoir apporté une réfutation à tous les arguments en faveur d'une musique "abstraite" ou "à instrumenter" (comme l'étendue des voix ou les croisements, qui excluent l'ensemble instrumental), ajoute d'autres indices qui vont dans le sens d'une écriture pour le clavier: l'augmentation subite du nombre de voix dans les mesures finales, qui exclut une instrumentation déterminée, l'évitement des intervalles de dixième, sauf quand le contrepoint strict les exige, la mention "a 2 Clav" du contrepoint XVII dans l'édition originale, et maint trait d'écriture propre à la composition pour clavier, ou les clefs utilisées... Il ne s'oppose pas en principe à l'instrumentation de cette œuvre, et reprend à son compte la formule de Tovey : «Orchestrez l'Art de la fugue comme vous l'entendez, mais que ce soit pour les mêmes raisons que vous orchestreriez le Clavier bien tempéré. Si vous estimez que la chose en vaut la peine, vous montrerez par là que vous ne savez rien de l'orchestration, ni de l'écriture pour le clavier.»
Leonhardt joint le geste à la parole en enregistrant, à deux reprises (en 1953 puis en 1969), l'intégrale de cette œuvre au clavecin. Depuis, les interprétations et enregistrements au clavier (clavecin avec ou sans pédalier, piano, orgue avec ou sans pédalier) se sont multipliés (voir ci-dessous), parallèlement aux autres instrumentations, légitimées, s'il en était besoin, par la pratique de l'époque.
Depuis Rietsch, Husmann et Leonhardt, peu de musicologues ont remis en cause la destination (primaire, non exclusive) du recueil au clavier. L'un d'eux est Jacques Chailley qui, bien qu'ayant lu Husmann et Leonhardt, ne prend pas la peine de contrer leurs arguments un à un (cf. supra), et livre la justification suivante : « […] il n'est pas un seul élève de Conservatoire qui ne sache qu'un devoir d'écriture, fugue ou autre, est traditionnellement « lu au piano » et qu'il n'en est pas pour cela un morceau de piano ».

### Un morceau de choix pour les organistes?
Les versions pour orgue abondent. La première édition pour orgue, avec une portée réservé à la partie confiée au pédalier, est due à Gustav Adolf Thomas (1842-1870) et fut publiée en 1868 par Rieter-Biedermann à Leipzig. Cette édition, qui ne comporte pas les canons, fournit des doigtés détaillés pour les parties manuelles comme pour la pédale.
Confier de manière systématique la basse à la pédale rend généralement l'exécution plus difficile (en particulier les contrepoints VI, VII, et les fugues miroir à trois voix). En effet, l'écriture de la basse n'est pas similaire aux parties de pédale des œuvres pour orgue de J.-S. Bach, comme l'a observé Marie-Claire Alain (voir plus bas). Walcha aurait d'ailleurs écrit à Kolneder, après sa 37e interprétation en récital : « In den letzten Jahren habe ich das Werk als Gesamtaufführung nicht mehr gespielt, denn die ungewöhnlich hohen Anforderungen eines solchen Konzertes entsprechen jetzt nicht mehr den Gegebenheiten meines Alters » (Ces dernières années, je n'ai plus donné cette œuvre en entier, car les exigences extraordinaires d'un tel concert ne sont plus de mon âge).
Marie-Claire Alain, dans sa version enregistrée à Saint-Laurent de Rotterdam (Erato, 1974), avait aménagé l'écriture de la pédale en conséquence, par exemple en remplaçant des gammes montantes ou descendantes par des gammes brisées en tierces, d'écriture plus organistique, ainsi qu'elle le déclare dans les notes accompagnant l'album. L'édition correspondante est parue chez Costallat.
L'organiste Gerd Zacher a, fort raisonnablement, enregistré une version sans faire usage de la pédale (CD Aeolus, 1999). À l'inverse, Francis Chapelet, dans son exécution publique en deux récitals à Saint-Séverin (Paris) vers 1975, poussait la coquetterie (et la virtuosité !) jusqu'à utiliser une édition pour pianistes, sur deux portées (révision Czerny, Peters) en jouant systématiquement la basse à la pédale. Plus récemment, Cameron Carpenter joue le Cp IX comme démonstration de virtuosité au pédalier.

### Les autres instrumentations
L'examen des clés et des tessitures permet de tirer des conclusions sur les autres destinations instrumentales possibles ou, au contraire, douteuses. [section à compléter]

## Intérêt pédagogique de l’œuvre
Carl Philipp Emmanuel Bach a certainement remanié l'ordre des fugues pour souligner l'aspect pédagogique de l'œuvre. Il avait sans doute en partie raison : Bach a sûrement eu des ambitions pédagogiques en écrivant L'Art de la fugue comme une sorte de synthèse du style d'écriture qu'il a développé tout au long de sa vie. L'écriture en « partition » (partitura), pratiquée avant lui par d'autres compositeurs pour clavier (par exemple les Fiori musicali de Frescobaldi dont Bach possédait une copie), et qu'il utilisa dans une des variations canoniques pour orgue, peut se justifier ainsi. Ce travail serait alors une sorte de couronnement musical de son art. Le fait même qu'on puisse jouer l'œuvre sur un seul clavier renforce cette idée. Étudiants et enseignants peuvent la jouer et s'en servir pour comprendre sa complexité, au prix de difficultés d'exécution comparables à celles des autres œuvres pour clavier (notamment le Clavier bien tempéré, voir Leonhardt).
L'exécution de l’œuvre dans sa totalité, en concert, ne correspondait pas aux « normes » en vigueur du vivant de J.-S. Bach. Comme l'a fait remarquer Werner Breig (1982), les concerti, sonates ou suites duraient environ 15 à 20 minutes, pour 90 minutes dans le cas de l’Art de la Fugue. Même les Variations Goldberg n'excèdent pas 45 minutes hors reprises, et ces variations visaient plutôt à soulager des nuits d'insomnies...

## Réception de l’œuvre

### L'Art de la Fugue, morceau de choix des musicologues
Cette section (à rédiger) propose un examen sommaire des contributions des historiens de la musique et des musicologues à la réception de l’œuvre. Les sections suivantes synthétisent quelques thèmes de discussion favoris.

### Une œuvre à thèse, ou des thèses sur l'œuvre...
Pour Hans-Eberhardt Dentler, l’Art de la Fugue serait une œuvre inspirée par la philosophie pythagoricienne. Il s'agirait donc d'un rébus musical, où les mathématiques jouent un rôle important. Dentler rejette toutefois vigoureusement la notion de « musique pour les yeux » aussi bien que la destination de l'œuvre aux seuls instruments à clavier.
Selon Martha Cook, musicologue et claveciniste américaine élève de Gustav Leonhardt, l’Art de la Fugue serait inspiré de l'évangile de Luc, en particulier Luc 14:27-35. Elle établit un parallèle entre la théologie de la croix chère à Martin Luther et l'œuvre dans ses versions successives.
La diversité des théories (la liste ci-dessus n'étant pas exhaustive) invite évidemment à la prudence. On peut remarquer que Dentler, comme Cook, ne réduisent pas l'œuvre à sa dimension philosophique ; Martha Cook, en particulier, en a livré sa propre interprétation au clavecin.

### Musique abstraite?
La thèse de la « musique abstraite » fut établie vers la fin du XIXe siècle, et amplifiée depuis par divers musicologues, bien qu'une longue tradition fasse apparaitre l'Art de la Fugue comme une musique pour clavier : tout cela suggère que le caractère « abstrait » du recueil est une perception tardive, que Kolneder n'hésite pas à qualifier de mythe.
Le contrepoint pratiqué par Bach dans L'Art de la fugue n'a pas forcément la rigueur d'un traité : dès le contrepoint 1 dans sa version manuscrite, on trouve des éléments de rhétorique sans rapport avec le contrepoint, tels les deux accords suspendus de la dernière page, invitant à improviser une cadence. Ce procédé se retrouve dans des œuvres contemporaines, telle la fugue BWV 547 qui est destinée à l'orgue. Ce même contrepoint 1 a été remanié par J.-S. Bach, ajoutant une péroraison que l'on trouve dans l'édition de 1751. Cette péroraison ne s'explique guère que par le souci d'éviter la fin abrupte de la première version après le climax des accords suspendus. Cela non plus ne relève pas du contrepoint, mais bien de la rhétorique musicale, ainsi que l'a fait remarquer Kolneder. En d'autres termes, quelle que soit l'intention de départ de J.-S. Bach, ce remaniement à lui seul montre qu'il destinait le recueil à la pratique musicale.
La date à partir de laquelle la thèse de « musique abstraite » a été conçue, développée puis diffusée, se situe sans doute à la 2e moitié du XIXe siècle. On peut prendre comme point d'ancrage les convictions exprimées par Spitta vers 1870 : « […] aber man würde doch sein Wesen ganz mißverstehen, wollte man in ihm etwa ein Lehrbuch der Fuge in Exemplen und nicht viel mehr ein echtes Kunstwerk erkennen » (« […] mais on se tromperait complètement sur son essence, si l'on y [= dans l'Art de la Fugue] voyait un quelconque traité de fugue par l'exemple, et non pas une véritable œuvre d'art »). En 1894, Hugo Riemann affirmera au contraire : Die "Kunst der Fuge" als G a n z e s betrachtet ist deshalb in der Tat nicht ein eigentliches Kunstwerk, sondern ein Schulwerk… (« Pour cette raison, l'Art de la Fugue, considérée dans son ensemble, n'est pas en fait une œuvre d'art véritable, mais un ouvrage pédagogique »). Riemann ne dit pas que cette musique n'est pas faite pour être jouée, mais sous-entend que le cadre de l'exécution est la classe plutôt que la salle de concert.
Le terme « musique pour les yeux » (Augenmusik (de); eye music) est sans rapport avec l'Art de la Fugue. En effet, "musique pour les yeux" désigne des aspects purement graphiques d'une partition qui revêtent une valeur symbolique, or ce cas ne se présente pas ici.
La thèse de la musique abstraite a été alimentée par la complexité de l'œuvre, par sa notation et par l'absence d'indication de tempo ou d'instrumentation. Elle a pu s'appliquer à d'autres œuvres du Cantor : par exemple, Thomas Mann, dans son roman Doktor Faustus, fait dire à Wendell Kretzschmar que le ricercar à 6 voix (ici nommé « canon à 6 voix ») de L'Offrande musicale revêt tous les attributs d'une musique abstraite, même pas faite pour les yeux, mais qui devrait être perçue, si cela était possible, par-delà les sens et la conscience même.
Aussi l'œuvre n'a-t-elle été jouée intégralement en public qu'en 1927 sous la direction de Karl Straube, dans une orchestration due à Wolfgang Graeser. Les exécutions publiques ont pu contribuer à modifier la perception de l’œuvre : Alban Berg, après avoir entendu en 1928 une exécution de L'Art de la fugue à Zurich, écrivit à son épouse Hélène : « Gestern Kunst der Fuge gehört. Herrlich !! Ein Werk, das bisher für Mathematik gehalten wurde. Tiefste Musik » (« Entendu hier L'Art de la fugue. Magnifique !! Une œuvre qui a été prise jusqu'à présent pour des mathématiques. La musique la plus profonde qui soit »).
La thèse de la musique abstraite a été relayée, notamment en France par André Hodeir ou René Leibowitz, avec souvent pour objectif de faire de J.-S. Bach un précurseur du sérialisme, dans une vision « progressiste » de la musique occidentale.

### Fantaisies sur des fugues
Un ouvrage pédagogique italien intitulé "Musica nel cuore", destiné à l'enseignement secondaire du premier degré (11-14 ans, équivalent du collège en France), effectue un curieux rapprochement, sans toutefois citer de sources : "La toccata et fugue en ré mineur BWV 565 est la première pièce du recueil intitulé l'Art de la Fugue, une œuvre qui, bien que demeurée inachevée, constitue un exemple exceptionnel des possibilités offertes par le contrepoint."

## Discographie
De nombreux enregistrements de l'art de la fugue permettent de la découvrir avec des instrumentations différentes :

### Clavier(s)

#### Clavecin
Gustav Leonhardt en a réalisé deux versions, en 1953 (mono, incluant le Cp XIX) puis 1969 (DHM, sans Cp XIX, qu'il explique être étranger à l’œuvre).
Kenneth Gilbert fut sans doute le pionnier de l'enregistrement de la version autographe (CD Archiv, 1989). Sébastien Guillot (2006, pour Naxos), et Bob van Asperen (2018, pour Aeolus) ont aussi enregistré cette version. Pieter Dirksen (2003, pour le label Et'Cetera), a également enregistré la version autographe, mais en faisant la différence entre la première version en douze fugues (première mondiale) et une deuxième version en quatorze fugues.
Deux clavecins : Ton Koopman et Tini Mathot, Erato, 1994.

#### Orgue
La version de Helmut Walcha inaugura l'ère du microsillon stéréo (DG 1960, enregistré en stéréo, mais d'abord publié en mono en 1956), suivi par son élève Lionel Rogg (EMI, 1969). D'autres suivirent, p.ex. celle de Herbert Tachezi (Teldec 1987) ou celle de Louis Thiry à l'orgue Johann Andreas Silbermann de l'Église Saint-Thomas de Strasbourg (1993).
L'organiste Gerd Zacher a réalisé en 1968/69 pour Wergo, sous le titre L'Art d'une fugue (Die Kunst einer Fuge), l'enregistrement du même Contrapunctus I à 10 reprises, avec 10 styles et registrations différents (réédition CD en 1996). Glenn Gould enregistra les neuf premiers contrepoints, à l'orgue.
André Isoir enregistra l’Art de la Fugue à l'orgue de l'église Saint-Cyprien en Périgord. Marie-Claire Alain nous a laissé deux enregistrements, le premier à Saint-Laurent de Rotterdam, et le second à l'orgue Kern de Masevaux.
En 2010 est paru l'enregistrement de l'organiste américain George Ritchie (en), qui fut l'élève de Helmut Walcha dans les années 1964–1965, dans lequel le Contrapunctus XIV (« Contrepoint XIX », ci-dessus) est enregistré deux fois : dans son état d'inachèvement, puis dans la version complétée par Helmut Walcha. L'enregistrement est accompagné d'un DVD de 200 minutes, auquel a collaboré le musicologue Christoph Wolff, donnant de nombreuses informations sur la genèse, la structure et l'interprétation de l'œuvre, ainsi que sur les orgues choisies pour cet enregistrement (Fugue State Films, 2010).
Comme pour les versions au clavecin, certains interprètes ont choisi d'enregistrer la version originale (autographe). C'est par exemple le cas d'Ullrich Böhme (de), qui a utilisé à cet effet les orgues de l'abbatiale d'Ottobeuren. Les contrepoints « à 2 clav. » y sont interprétés à deux orgues, avec le concours de Martina Böhme (Motette CD 12661, 2000).
A l'inverse, Vincent Grappy (Hortus) choisit de restituer l'ensemble des pièces, y compris le contrepoint inachevé avec le complément de Davitt Moroney.
Plusieurs orgues : Ensemble Wolfgang Von Karajan (trois orgues positifs), enregistré en 1963 dans la grande salle du Mozarteum de Salzbourg suivant la technique de tête artificielle d'André Charlin.
Orgue à quatre mains : Pascale Rouet et Jean-Christophe Leclère à l'orgue de l'abbatiale de Mouzon (Gallo CD-1047/1048, 1999-2000).

#### Piano
Au piano de très nombreux enregistrements ont été réalisés, parmi lesquels ceux de Charles Rosen, Tatiana Nikolaïeva, Angela Hewitt, Grigory Sokolov, Zhu Xiao-Mei et Pierre-Laurent Aimard. 
L'enregistrement d'Evgeni Koroliov (Tacet, (c) 1990) se distingue particulièrement : György Ligeti l'a mentionné comme son disque de l'île déserte.
La pianiste Kimiko Douglass-Ishizaka a enregistré, en 2017, l'Art de la Fugue avec sa propre conclusion du Cp XIX, à 3 sujets.

#### Piano-forte
Walter Riemer (de) a enregistré l’Art de la Fugue au piano-forte, en deux CD (ORF, 2005). Il a également produit un document illustrant sa propre analyse de l’œuvre, notamment des nombreux détails d'écriture (p.ex. ajout ou omission d'ornements) qui montrent que la partition est bien destinée à la pratique du clavier. Il y offre aussi ses vues d'exécutant sur "l'injouabilité" de certains contrepoints.
Pour sa part, Eva Badura-Skoda semble n'avoir rien laissé à l'appui de sa thèse, et Paul Badura-Skoda n'a enregistré que quelques contrepoints au piano moderne.

### Consort de violes
Interprétation à la viole de gambe : l'ensemble Fretwork (6 violes de gambe) donne une vision très épurée de l'œuvre, qui s'arrête notamment à la dernière fugue, comme Bach nous l'a laissée. Autres versions par Sit Fast et Les Voix Humaines (2013).

### Ensemble baroque
- Musica Antiqua Köln, dirigé par Reinhard Goebel (1984) (OCLC 77246978) ;
- Hespèrion XX dirigé par Jordi Savall (1986) (OCLC 225229823).

### Ensemble moderne (orchestre de chambre)
Hermann Scherchen et le CBC Toronto Chamber Orchestra, 1965. Ce coffret comporte la répétition de l'œuvre et la bande sonore du concert.
Autre version (cordes, bois) par Neville Marriner et son Academy of St Martin in the Fields dans une orchestration d'Andrew Davis en 1974–1975 (2 LP Philips  6747 172, 1975).

### Quatuor à cordes (et variantes)
Le Quatuor Juilliard a enregistré l'Art de la Fugue en 1987. Le Quatuor Emerson a réédité l'expérience en 2003.
Interprétation par un quatuor à cordes « à géométrie variable », autour de Rachel Podger et Brecon Baroque (Channel classics, 2016) alternant deux violons, alto, violoncelle avec violon, deux altos, violoncelle ; le violoncelle est à cinq cordes, et un clavecin intervient parfois en soliste ou en continuo.

### Instrumentations diverses
Interprétation par un quatuor de flûtes : par l'Amsterdam Loeki Stardust.
Quatuor de saxophones, ou ensemble de vents (bois, saxophones : Calefax reed quintet, MDG, 2000).
Une interprétation unique : suivant l'ordonnancement de Jacques Chailley édité par les Éditions Leduc, dans une version instrumentée par Pascal Vigneron (cuivres, bois et orgue, enregistré à St-Bertrand-de-Comminges, Quantum QM 7035).
Une interprétation du groupe slovène Laibach avec son projet « LAIBACHKUNSTDERFUGE », publié en 2008, une vision plus expérimentale.